# Phaonia parallelifrons
Phaonia parallelifrons är en tvåvingeart som beskrevs av Fritz Isidore van Emden 1943. Phaonia parallelifrons ingår i släktet Phaonia och familjen husflugor. Inga underarter finns listade i Catalogue of Life.